# پائولا کاموس
پائولا کاموس (اسپانیایی: Paula Camus‎؛ زادهٔ ۱۲ فوریهٔ ۲۰۰۲) بازیکن زن واترپلو اهل اسپانیا است.
وی در مسابقات کشوری و بین‌المللی در مجموع برندهٔ ۱ مدال طلا شده است.